# Amboseli Nationalpark
Amboseli Nationalpark (engelsk: Amboseli National Park, tidligere Maasai Amboseli Game Reserve) er en nationalpark i det sydlige Kenya som dækker flere store sumpmarksområder. Den 392 km² store nationalpark blev oprettet i 1974 og drives af            Kenya Wildlife Services, lokale myndigheder og masaisamfundet. I 1980 blev den sammen med omgivende områder, i alt 7.983  km² også udpeget som biosfærereservat
Nationalparken er den tredje mest besøgte nationalpark i Kenya,  efter Masai Mara og Nakurusøes Nationalpark.
02°38′S 37°14′Ø / 2.633°S 37.233°Ø